# Amanvillers
Amanvillers és un municipi francès, situat al departament del Mosel·la i a la regió del Gran Est. L'any 2007 tenia 2.143 habitants.

## Demografia

### Població
El 2007 la població de fet d'Amanvillers era de 2.143 persones. Hi havia 760 famílies, de les quals 136 eren unipersonals (64 homes vivint sols i 72 dones vivint soles), 188 parelles sense fills, 372 parelles amb fills i 64 famílies monoparentals amb fills.
La població ha evolucionat segons el següent gràfic:
Habitants censats

### Habitatges
El 2007 hi havia 770 habitatges, 761 eren l'habitatge principal de la família i 9 estaven desocupats. 624 eren cases i 133 eren apartaments. Dels 761 habitatges principals, 580 estaven ocupats pels seus propietaris, 164 estaven llogats i ocupats pels llogaters i 17 estaven cedits a títol gratuït; 13 tenien una cambra, 24 en tenien dues, 79 en tenien tres, 195 en tenien quatre i 450 en tenien cinc o més. 617 habitatges disposaven pel capbaix d'una plaça de pàrquing. A 296 habitatges hi havia un automòbil i a 397 n'hi havia dos o més.

### Piràmide de població
La piràmide de població per edats i sexe el 2009 era:
| Homes | Edats   | Dones |
| ----- | ------- | ----- |
| 0     | 95 o +  | 0     |
| 4     | 90 a 94 | 0     |
| 0     | 85 a 89 | 8     |
| 0     | 80 a 84 | 8     |
| 12    | 75 a 79 | 16    |
| 20    | 70 a 74 | 20    |
| 24    | 65 a 69 | 28    |
| 52    | 60 a 64 | 48    |
| 28    | 55 a 59 | 24    |
| 64    | 50 a 54 | 72    |
| 88    | 45 a 49 | 56    |
| 76    | 40 a 44 | 64    |
| 108   | 35 a 39 | 108   |
| 76    | 30 a 34 | 96    |
| 48    | 25 a 29 | 68    |
| 52    | 20 a 24 | 52    |
| 80    | 15 a 19 | 60    |
| 96    | 10 a 14 | 84    |
| 88    | 5 a 9   | 100   |
| 68    | 0 a 4   | 60    |

## Economia
El 2007 la població en edat de treballar era de 1.460 persones, 1.080 eren actives i 380 eren inactives. De les 1.080 persones actives 1.016 estaven ocupades (551 homes i 465 dones) i 64 estaven aturades (21 homes i 43 dones). De les 380 persones inactives 105 estaven jubilades, 165 estaven estudiant i 110 estaven classificades com a «altres inactius».

### Ingressos
El 2009 a Amanvillers hi havia 761 unitats fiscals que integraven 2.099,5 persones, la mediana anual d'ingressos fiscals per persona era de 20.015 €.

### Activitats econòmiques
Dels 48 establiments que hi havia el 2007, 2 eren d'empreses extractives, 2 d'empreses alimentàries, 1 d'una empresa de fabricació de material elèctric, 2 d'empreses de fabricació d'altres productes industrials, 12 d'empreses de construcció, 8 d'empreses de comerç i reparació d'automòbils, 1 d'una empresa de transport, 1 d'una empresa d'hostatgeria i restauració, 1 d'una empresa financera, 3 d'empreses immobiliàries, 5 d'empreses de serveis, 6 d'entitats de l'administració pública i 4 d'empreses classificades com a «altres activitats de serveis».
Dels 20 establiments de servei als particulars que hi havia el 2009, 1 era una gendarmeria, 1 oficina de correu, 3 tallers de reparació d'automòbils i de material agrícola, 1 paleta, 4 guixaires pintors, 3 fusteries, 2 lampisteries, 1 empresa de construcció, 2 perruqueries, 1 restaurant i 1 saló de bellesa.
Dels 3 establiments comercials que hi havia el 2009, 2 eren fleques i 1 una botiga de material de revestiment de parets i terra.
L'any 2000 a Amanvillers hi havia 5 explotacions agrícoles que ocupaven un total de 1.360 hectàrees.

## Equipaments sanitaris i escolars
L'únic equipament sanitari que hi havia el 2009 era una farmàcia.
El 2009 hi havia 1 escola maternal i 1 escola elemental.

## Poblacions més properes
El següent diagrama mostra les poblacions més properes.